# (9995) Alouette
(9995) Alouette (4805 P-L) – planetoida z pasa głównego asteroid okrążająca Słońce w ciągu 3,7 lat w średniej odległości 2,39 j.a. Odkryta 24 września 1960 roku.